# Bioimmobilisation
 (décembre 2013).
La forme ressemble trop à un extrait de cours et nécessite une réécriture afin de correspondre aux standards de Wikipédia.
La bioimmobilisation, ou bio-immobilisation, est une technique de dépollution des sols utilisant l'action du métabolisme de microorganismes.

## Introduction
Lorsqu'un site est pollué et qu'une action de réhabilitation doit être engagée, le maître d'ouvrage doit choisir la ou les filières de décontamination les plus adaptées pour atteindre les objectifs de dépollution qui ont été fixés à la suite de l'évaluation des risques. Certaines techniques sont en effet « spécialisées » comme la bioimmobilisation, spécifiquement applicable dans le cas de pollutions de sols par du chrome hexavalent ou d’autres métaux dont l'état de valence doit être diminué afin de les rendre « inactifs » du point de vue de leur toxicité dans les sols. D'autres sont plus « générales » comme le lavage chimique qui concerne un grand nombre de polluants du fait de la grande variété d'agents d'extraction utilisables.
En termes de retour d'expérience certaines techniques comme la phytoextraction sont encore proches du stade de recherche et développement contrairement à des techniques comme la biodégradation qui bénéficient de plusieurs années d'expérience. Par ailleurs, le principe scientifique sur lequel reposent ces techniques peut être simple comme l'extraction des polluants par des méthodes physiques ou physico-chimiques, ou plus complexe comme la phytostabilisation ou la bioimmobilisation.

## Définition générale de la bioimmobilisation
C’est une technique de traitement biologique des sols utilisant l'action du métabolisme de certains microorganismes tels que des bactéries, des champignons, des protistes ou des microalgues pour stabiliser la fraction relarguable des polluants. En général, sous leur action, les polluants organiques sont transformés en molécules de moins en moins polluantes (en termes de persistance et de toxicité pour l’environnement). Classiquement, les microorganismes utilisent trois modes de transformation des molécules organiques directement liés au métabolisme cellulaire :
- le cométabolisme : un microorganisme assure une ou plusieurs modifications structurales du polluant (dégradation) qui ne sert pas de source d'énergie. La présence d'un cosubstrat permettant la croissance est alors nécessaire. Différents types de micro-organismes peuvent intervenir successivement (notion de communauté dégradante) et la dégradation du polluant peut être complète dans ces conditions ;
- la biodégradation : elle se distingue du cométabolisme par le fait que le microorganisme trouve alors dans le polluant une source de carbone et d'énergie qui permet sa croissance. Le polluant est transformé en métabolites, biomasse et CO2 (avec parfois d'autres composés inorganiques comme le NH3) ;
- la synthèse : les molécules de polluant ou des produits de transformation sont liés entre eux (polymérisation) ou à d'autres composés (conjugaison) grâce aux enzymes des microorganismes. La synthèse joue un rôle important dans l'immobilisation (stabilisation) des polluants dans les sols.

Les procédés biologiques de dépollution visent donc à augmenter les capacités de dégradation des microorganismes des sols pour accélérer les phénomènes naturels, afin de ramener les quantités de polluant extractibles en dessous des normes établies. On dispose de deux types de procédés, qui mettent en œuvre principalement des bactéries et des champignons : la biostimulation (stimulation de l'activité des microorganismes autochtones) et la bioaugmentation (introduction de microorganismes allochtones sélectionnés). 
Ils font appel à trois types de technologies :
- in situ, seule la biostimulation est possible par aération ou par apport d'éléments nutritifs en milieu aqueux recirculé (les eaux de drainage sont récoltées puis dispersées à la surface des sols) ;
- sur terres excavées, on met en place des procédés de biostimulation et de bioaugmentation, les terres sont placées en andains (tertres) confinés dans des tranchées étanches et on apporte de l'eau, de l'oxygène (accepteur terminal d'électrons), des éléments nutritifs, des agents surfactants ou foisonnants pour améliorer les transferts de polluants et de nutriments et éventuellement des micro-organismes sélectionnés ;
- dans des réacteurs en milieu liquide, tous les paramètres sont contrôlés pour une dépollution d'effluents liquides (lixiviats, boues issues de concentration granulométrique inférieure à 50 mm). Cette technologie se prête particulièrement à la bioaugmentation.

Des techniques physiques, chimiques et biologiques sont utilisées pour réhabiliter les sites pollués. Elles permettent d’extraire ou de stabiliser les polluants du sol. Contrairement aux techniques classiquement employées, la bio-immobilisation est une technique in situ qui respecte la structure et les fonctions du sol en utilisant des micro-organismes, bactéries et champignons. Parfois, la bio-immobilisation est assimilée à de la phytostabilisation, car elle fait intervenir des microorganismes de la rhizosphère pour stabiliser les polluants, bien que cela soit un abus de langage à proprement parler.
Toutefois, les polluants ne sont pas tous de nature organique. Ils peuvent être de nature métallique ou radionucléides, et c’est bien de ces pollutions que la bioimmobilisation tire son épingle du jeu des techniques de biodépollution. En effet, la bioimmobilisation  permet de réduire directement ou  indirectement des ions métalliques ou radionucléides. On passe en effet d’un état de valence toxique à un état de valence moins toxique voire à une neutralisation totale de leur effet néfaste sur l’environnement.

### Technique de réduction directe
La bactérie réduit directement les métaux lourds par l’intermédiaire du transport d’électrons présents dans sa membrane.

### Technique de réduction indirecte
La contamination dans l’environnement par des radionucléides tels que l’uranium VI (U(VI)) peuvent être issus des mines ou d’opérations de fraisages, l’entreposage de déchets nucléaires, l’utilisation de munitions ou armes, est un problème répandu  à l’heure actuelle (datant de la guerre froide, il y a aux États-Unis 120 sites reconnus contaminés par l’uranium polluant au minimum 6,4 milliards de litres d’eau).
Afin de décontaminer de tels sols et eaux de surface, les bactéries deviennent indispensables et des études comme celle de Brodie (2006) cherchent à connaitre via des techniques de puces à ADN 16S les populations bactériennes présentes de façon importante sur des sites contaminés par l’U(VI). Cependant la présence de ligands organiques naturels inhibent cette méthode. Des auteurs comme Francis AJ (2008) rapportent que des solutions existent. Clostridium spp., une bactérie ubiquitaire du sol, est capable de réduire le fer Fe(III) en Fe(II), le manganèse Mn(IV) en Mn(II), l’U(VI) en U(IV), le plutonium Pu(IV) en Pu(III), et le technétium Tc(VI) en Tc(IV) en présence d’acide citrique. La réaction globale est que la bactérie réduit un Fe(III) en Fe(II) puis le Fe(II) s’oxyde pour redevenir Fe(III) en réduisant de façon abiotique, via son potentiel électrochimique, des polluants tels que le chrome Cr(VI) en Cr(IV) qui devient alors moins soluble et moins toxique pour l’environnement. Rappelons ici que la présence des Cr(VI) est due à son utilisation contre la corrosion de l’inox. La présence de Cr(VI) peut conduire à des cancers et des maladies de peau (figure 2).
Les bactéries du genre Clostridium ne sont pas les seules ayant la capacité de réduire le Fe(III) en Fe(II). D’autres bactéries telles que Geobacter sulfurreducens en sont également capables. Des auteurs se sont intéressés aux gènes impliqués dans cette oxydoréduction et ont trouvé que le gène ompC était essentiel chez cette bactérie, et suffisant à une réduction du Fe(III) en Fe(II) par l’intermédiaire notamment d’une protéine pouvant fixer le cuivre à l’extérieur de la cellule (Holmes et al, 2008).

## La bioimmobilisation en pratique
Certaines sociétés développent des bioprocédés pour la valorisation durable des sols. Ces procédés s'appuient sur l'utilisation de microorganismes (champignons, bactéries), associés ou non à des végétaux, et sélectionnés et optimisés pour leur capacité à améliorer la fertilité des sols cultivés (agriculture raisonnée), à favoriser la revégétalisation en milieux extrêmes (par exemple les carrières) et à dégrader ou stabiliser des polluants (hydrocarbures, arsenic, plomb, etc.).
D’autre part, les sols pollués sont souvent des écosystèmes dégradés carencés en nutriments et à faible peuplement microbien. Il apparaît alors plus intéressant d'y introduire un ou plusieurs microorganismes en quantité importante et qui devront posséder les caractéristiques suivantes :
- aptitude à transformer une large gamme de composés chimiques : dans le sol les polluants sont sous forme de mélanges. L'agent biologique devra produire les systèmes enzymatiques capables de catalyser la transformation d'un grand nombre de substrats xénobiotiques de structures chimiques distinctes. Ceci implique la multiplicité de systèmes enzymatiques, ou que ceux-ci montrent une faible spécificité de substrat et soient constitutifs (non induits par la présence du polluant) ;
- forte accessibilité aux polluants : dans les sols les polluants sont partiellement dissous dans la phase aqueuse ou éventuellement dans la phase gazeuse, mais aussi à l'état adsorbé sur le complexe organominéral du sol, ou encore à l'état natif. L'agent de dépollution devra être capable d'atteindre le polluant quelle que soit sa localisation, ce qui implique qu'il possède des systèmes enzymatiques exo- et intracellulaires ;
- forte tolérance aux composés toxiques : beaucoup de polluants présentent une toxicité intrinsèque élevée. Leurs pouvoirs biocides sont encore renforcés par les très fortes concentrations présentes sur les sites pollués, ainsi que par des synergies entre les composés. L'organisme aura pour première mission de détoxifier ces polluants pour permettre son action conjointe avec celle du microbiote autochtone résiduel ;
- possibilité d'hyperproduction d'un système enzymatique particulièrement actif vis-à-vis d'une classe de polluants : le caractère généraliste d'un organisme sera alors complété par une action préférentielle sur une famille de molécules ;
- inoculation et installation facilitées dans les sols : le micro-organisme sera facilement manipulable, disponible en grande quantité pour la préparation d'inoculums concentrés. Les supports devront également permettre sélectivement sa croissance et son développement pour minimiser la compétition et les interactions inhibitrices avec le microbiote autochtone ainsi que la prédation par la microfaune autochtone, au moins au début du processus de transformation.

Dans ce contexte, un groupe de champignons filamenteux paraît très intéressant, celui des basidiomycètes de la pourriture blanche. Les champignons de la pourriture blanche sont d'une grande richesse enzymatique, produisant à la fois des systèmes exocellulaires peu spécifiques et à fort pouvoir oxydant (en particulier le système ligninolytique), et des systèmes intracellulaires impliqués dans la biotransformation des xénobiotiques. Cette richesse enzymatique permet à ces champignons d'assurer un grand nombre de réactions chimiques (oxydation, réduction, hydrolyse et synthèse) sur des xénobiotiques polluants de structures chimiques variées, et présentant des propriétés physico-chimiques (polarité, lipophilie, etc.) variées. De plus, ces systèmes enzymatiques ont pour certains une faible spécificité de substrat et un fort pouvoir oxydant (réactions radicalaires). Les enzymes agissent soit sur les polluants dissous dans l'eau du sol, soit sur les polluants adsorbés sur la fraction solide du sol. Le mycélium fongique constitue en outre un piège dans lequel les polluants s'accumulent, y compris les plus volatils d'entre eux présents dans la phase gazeuse du sol.
En pratique, il faut également tenir compte des effets indirects liés à la présence ou à l'activité des micro-organismes dans les sols : d'une part la bioaccumulation — le polluant pénètre et s'accumule le plus souvent de façon passive dans le microorganisme — conditionnée par les propriétés physico-chimiques du polluant et, d'autre part, les effets secondaires de l'activité microbienne : la transformation chimique du polluant est déclenchée par des changements de pH, de potentiel rédox ou autres liés à l'activité cellulaire. À l’heure actuelle, au niveau commercial au moins un brevet a été déposé : Application Serial no 60/896,597, cependant aucun prix n’est encore divulgué.[Quand ?]
Ce procédé est idéal pour rendre propre une eau ou un sol contaminé par des radionucléides ou des métaux lourds qui seraient en petite quantité bien que les grandes quantités soient également traitables, telles qu’on pourrait les retrouver dans les eaux en sortie d’usine de semi-conducteurs et autres usines de la métallurgie. D’autre part une fois installée par des spécialistes, la solution de traitement ne doit pas obligatoirement être suivie par des spécialistes, une personne ayant reçu une formation suffirait largement à conserver l’installation en bon état de fonctionnement, ceci est un argument de vente d’une société (Dorene Price) qui vend ce système de décontamination.

## Conclusion
La bioimmobilisation est une application de la biotechnologie, c'est-à-dire l'emploi des micro-organismes, enzymes et autres agents biologiques pour un meilleur rendement de procédés chimiques, industriels, pharmaceutiques et autres.
Pour conclure cette technique présente divers avantages et inconvénients. En effet elle permet tout d’abord de réduire de façon conséquente la toxicité des polluants du sol en anaérobie mais ne diminue en rien leur concentration. D’autre part, elle s’attaque aussi bien aux métaux lourds qu’aux radionucléides quelle que soit leur concentration et le milieu dans lequel ils se trouvent (sols ou eaux). Le prix de la bioimmobilisation n’est, à l’heure actuelle, pas divulgué. Néanmoins on peut estimer son coût entre 20 et 80 $ par tonne de sol contaminé selon les substances ajoutées aux microorganismes dans le but de la biostimulation (éthanol, acétate, glucose, accepteurs d’électrons…). Enfin, en faisant intervenir des microorganismes, cette méthode inclut des effets indirects pouvant être considérés comme néfastes (bioaccumulation et effets secondaires de l’activité microbienne) mais pouvant être atténués par la phytoextraction. La bioimmobilisation est donc efficace mais est à utiliser à bon escient. Il est aussi à noter qu’elle est encore soumise à bon nombre d’études et que l’on n’en connait pas encore toute l’étendue.